# Ермаково (Амурская область)
Ермаково — упразднённое село в Магдагачинском районе Амурской области России.

## География
Урочище находится в центральной части Амурской области, на левом берегу реки Амур, на расстоянии примерно 119 километров (по прямой) к юго-востоку от посёлка городского типа Магдагачи, административного центра района. Абсолютная высота — 191 метр над уровнем моря.

## История
По данным 1926 года в селе имелось 41 хозяйство (36 крестьянского типа и 5 прочих) и проживало 212 человек (111 мужчин и 101 женщина). В национальном составе населения преобладали русские. В административном отношении входило в состав Ермаковского сельсовета Тыгдинского района Зейского округа Дальневосточного края.
Исключено из учётных данных в 1974 году как фактически не существующее.